# Joshua Malina
Joshua Malina Charles (nascido em 17 de janeiro, 1966) é um ator estadunidense. Ele é talvez o mais famoso por interpretar Will Bailey na série The West Wing, Goodwin Jeremy em Sports Night e como Presidente Siebert em The Big Bang Theory

## Vida Pessoal
Malina formou Westchester Day School da 8ª série e no Horace Mann School e Universidade Yale com um B.A. em Teatro. Ele fez sua estreia atuando como substituto na produção da Broadway de Aaron Sorkin chamada A Few Good Men.
Malina é casado com Melissa Merwin, uma figurinista que ele conheceu em 1992 através de sua amizade com seus irmãos, Jenny e Timothy Busfield. Jenny Busfield previu o casamento dois anos antes deles se conhecerem. Eles se casaram em 1996 e têm dois filhos, Isabel e Avi.

## Filmografia
- A Few Good Men (1992) - Tom
- In the Line of Fire (1993) - Secret Service Agent Chavez
- Separate Lives (1995) - Randall
- The American President (1995) - David
- Sliders (1996) - Egghead Announcer
- From the Earth to the Moon (1998)
- Bulworth (1998) - Bill Feldman
- Sports Night (1998–2000) - Jeremy Goodwin
- Kill the Man (1999) - Bob Stein
- Without Charlie (2001) - Charlie
- The West Wing (2002–2006)- Will Bailey
- View from the Top (2003) - Randy Jones
- Just Friends (2005) - Bob
- Big Shots (2007) - Karl Mixworthy
- Numb3rs (2007) - Howard Meeks
- Stargate SG-1 (2007) - Cicero
- Grey's Anatomy 'In the Midnight Hour' 5-09  (2008) - Seth Hammer
- Terminator: The Sarah Connor Chronicles (2009) - Agent Auldridge
- In Plain Sight (2009–2011) - Peter Alpert
- iCarly (2009)
- Psych (2009) - Stewart Gimbley (Episódio: "Let's Get Hairy")
- House MD (2009) - Tucker (Episódio: "Wilson"
- Bones (2010) - Dr. Adam Copeland Episódio: The Devil in the Details"
- The Good Guys (2010)
- The Big Bang Theory (2011–) - Presidente Siebert
- CSI: Miami (2011) - Neil Marshall (1 Episódio)
- "Private Practice" (2011) - Jason (1 Episódio)...To Change The Things We Can
- American Horror Story (2011)- Dentista
- Scandal (2012) - David Rosen

### Ligações Externas
- Photos from Wireimage